# Gobierno Olarte
El Gobierno Olarte es la composición del gobierno de las Islas Canarias desde el 10 de enero de 1989, hasta el 17 de julio de 1991 durante la II legislatura del Parlamento de Canarias. Fue presidido por Lorenzo Olarte.

## Historia
Las Elecciones al Parlamento de Canarias de 1987 se celebraron el 10 de junio. El PSOE volvió a ganar las elecciones, al igual que en 1983, pero un tripartito formado por el CDS, las AIC y Alianza Popular, con el apoyo parlamentario de Agrupación Herreña Independiente desalojó a Jerónimo Saavedra del poder. Fue investido presidente Fernando Fernández, del CDS.
Tras la pérdida de una cuestión de confianza en la cámara autonómica a finales de 1988, fue sustituido por Lorenzo Olarte, de su mismo partido, gracias a los mismos grupos parlamentarios que conformaron la coalición en 1987. La composición del Gobierno Olarte comenzó el 10 de enero de 1989.
El gobierno estuvo formado por 10 consejerías en total y 1 vicepresidencia.

## Composición
| Función                                            | Titular                                 | Titular                                                    | Partido |
| -------------------------------------------------- | --------------------------------------- | ---------------------------------------------------------- | ------- |
| Presidente del Gobierno                            |                                         | Lorenzo Olarte Cullen                                      | CDS     |
| Vicepresidente                                     |                                         | Vicente Álvarez Pedreira                                   | CDS     |
| Consejero de Presidencia                           |                                         | Vicente Álvarez Pedreira                                   | CDS     |
| Consejero de Agricultura y Pesca                   |                                         | Antonio Ángel Castro Cordobez                              | AIC     |
| Consejero de Economía y Comercio                   |                                         | Luis Hernández Pérez                                       | CDS     |
| Consejero de Educación, Cultura y Deportes         |                                         | Enrique Fernández Caldas (Hasta el 12/09/1989)             | AIC     |
| Consejero de Educación, Cultura y Deportes         |                                         | Luis Hernández Pérez (Interino)                            | CDS     |
| Consejero de Educación, Cultura y Deportes         |                                         | Juan Manuel García Ramos (Desde el 31/10/1989)             | AIC     |
| Consejero de Hacienda                              |                                         | José Miguel González Hernández                             | AIC     |
| Consejero de Industria y Energía                   |                                         | Manuel Fernández González (Hasta el 09/07/1990)            | AP      |
| Consejero de Industria y Energía                   |                                         | Luis Hernández Pérez (Interino)                            | CDS     |
| Consejero de Obras Públicas, Vivienda y Aguas      |                                         | Ildefonso Chacón Negrín                                    | AIC     |
| Consejero de Política Territorial                  |                                         | Augusto Carlos Menvielle Laccourreye                       | CDS     |
| Consejero de Sanidad, Trabajo y Servicios Sociales |                                         | Juan Antonio García-Talavera Casañas (Hasta el 29/04/1989) | CDS     |
| Consejero de Sanidad, Trabajo y Servicios Sociales | Daniel Prats Díaz (Desde el 29/04/1989) | CDS                                                        |         |
| Consejero de Turismo y Transportes                 |                                         | Blas Rosales Hernández (Hasta el 09/07/1990)               | AP      |
| Consejero de Turismo y Transportes                 |                                         | José Miguel González Hernández (Interino)                  | AIC     |

### Reforma del 18 de julio de 1990
Lorenzo Olarte decide a un año de las siguientes elecciones expulsar del gobierno a los consejeros populares por desavenencias con AP. A partir de entonces, el gobierno estaría compuesto únicamente por CDS y AIC, con el apoyo parlamentario de AHI y puntualmente de AP.
| Función                                            | Titular | Titular                              | Partido |
| -------------------------------------------------- | ------- | ------------------------------------ | ------- |
| Presidente del Gobierno                            |         | Lorenzo Olarte Cullen                | CDS     |
| Vicepresidente                                     |         | Vicente Álvarez Pedreira             | CDS     |
| Consejero de Presidencia                           |         | Vicente Álvarez Pedreira             | CDS     |
| Consejero de Agricultura y Pesca                   |         | Antonio Ángel Castro Cordobez        | AIC     |
| Consejero de Economía y Comercio                   |         | Luis Hernández Pérez                 | CDS     |
| Consejero de Educación, Cultura y Deportes         |         | Juan Manuel García Ramos             | AIC     |
| Consejero de Hacienda                              |         | José Miguel González Hernández       | AIC     |
| Consejero de Industria y Energía                   |         | Antonio Doreste Armas                | CDS     |
| Consejero de Obras Públicas, Vivienda y Aguas      |         | Ildefonso Chacón Negrín              | AIC     |
| Consejero de Política Territorial                  |         | Augusto Carlos Menvielle Laccourreye | CDS     |
| Consejero de Sanidad, Trabajo y Servicios Sociales |         | Daniel Prats Díaz                    | CDS     |
| Consejero de Turismo y Transportes                 |         | Miguel Zerolo Aguilar                | AIC     |